# Sint-Sebastiaankathedraal (Maagdenburg)
De Sint-Sebastiaankathedraal (Duits: Kathedrale St. Sebastian) is een aan de heilige Sebastiaan gewijde rooms-katholieke kerk in de binnenstad van Maagdenburg.
De kerk ligt aan de Straße der Romanik, een route langs de vele middeleeuwse kerken en kloosters die Saksen-Anhalt rijk is.

## Stichting
De eerste steen werd rond het jaar 1015 door aartsbisschop Gero gelegd, die na zijn dood in de kerk werd bijgezet. De kerk werd als kapittelkerk gesticht en naast de heilige Sebastiaan werd het stift eveneens gewijd aan Sint-Johannes en de heilige Fabianus. Na het verkrijgen van een hoofdrelikwie van de heilige Sebastiaan verloren de andere schutspatronen hun betekenis. De romaanse kerk werd meermalen verbouwd en brandde in 1188 en 1207 uit.
Vanaf de eerste helft van de 14e eeuw kreeg de kerk een gotisch aanzien. Het oude, nog uit de tijd van de stichting stammende, koor werd afgebroken en vervangen door een nieuw, groter gotisch koor. Het kerkschip werd begin 15e eeuw verbouwd tot een laatgotische hallenkerk. Op 17 mei 1489 werd de voltooide kerk door aartsbisschop Ernst opnieuw gewijd.
Tijdens het beleg van de stad Maagdenburg door Maurits van Saksen in het jaar 1550 werden ter verdediging kanonnen op de kerktorens opgesteld.

## Na de reformatie
In 1558 zwoeren de stiftsheren van Sint-Sebastiaan het rooms-katholieke geloof af en veranderden het stift in 1573 in een protestants stift. Nog hetzelfde jaar werd er de eerste protestantse dienst gevierd op de 1e adventszondag.
Bij gevechten tijdens de Dertigjarige Oorlog op 10 mei 1631 brandde de kerk volledig af. Lange tijd bleef de kerk vervolgens als ruïne staan. Pas in 1663 werd begonnen met de opbouw van het koor, maar het zou nog tot 1692 duren eer er weer diensten plaatsvonden. Een noordelijk van de kerk gelegen kruisgang verviel en werd daarna als kerkhof gebruikt.
Vanaf 1756 werden er geen erediensten meer gevierd. De kerk kwam leeg te staan en werd gebruikt voor opslag. Aan het einde van de 18e eeuw verdween de oude grafsteen van aartsbisschop Gero uit het koor. Tijdens de Franse bezetting werd het stift opgeheven. Het gebouw werd door het Franse leger gebruikt als smidse en opslagplaats voor alcoholische dranken en zout. Het voormalige kerkgebouw kwam vanaf 1823 in handen van de Stad Maagdenburg die er wol liet opslaan.
In de jaren 1845-1854 kreeg de kerk weer religieuze betekenis toen het koor weer in gebruik werd genomen door de Duitskatholieken (Duits: Deutschkatholiken), een schismatieke beweging van de Rooms-Katholieke Kerk. Vanaf 1873 werd de Sint-Sebastiaankerk weer een echte rooms-katholieke parochiekerk. De kerk werd gerenoveerd en voorzien van nieuwe steengewelven.
In de Tweede Wereldoorlog werd de kerk bij een luchtaanval beschadigd.

## Na de Tweede Wereldoorlog
Reeds in 1946 was de schade die de luchtaanval had toegebracht weer hersteld. Omdat de overige kerken in de binnenstad van Maagdenburg na de oorlog in puin lagen, werd de Sint-Sebastiaankerk voorlopig door verschillende kerkgenootschappen gebruikt. Later volgde de renovatie van de beide torens.
Vanaf 1949 diende de kerk als bisschopskerk van de wijbisschop van het aartsbisdom Paderborn. Omvangrijke restauraties vonden in de jaren 1953-1959 plaats. Ook werd een nieuwe grafkelder voor bisschoppen aangelegd.
In het jaar 1994 werd Maagdenburg weer een zelfstandig rooms-katholiek bisdom. De Sint-Sebastiaan werd kathedraal van het bisdom en zetel van het Maagdenburger domkapittel. In het jaar 2005 werden verdere bouwwerkzaamheden aan de kathedraal beëindigd.